# Nunam Iqua
Nunam Iqua è un comune degli Stati Uniti d'America, situato nello Stato dell'Alaska e in particolare nella Census Area di Kusilvak.